# 疫《えやみ》
疫《えやみ》は、沖縄テレビ放送で放送されているホラードラマシリーズ。

## 概要
沖縄にかつて存在した「ナヒヤサマ」という謎めいた女性にまつわる、さまざまな怪奇現象を描いたオムニバス形式のドラマ。
このドラマは、実際のお化け屋敷とも連動しており、視聴者が恐怖を直接体験できるイベントも同時に開催されている。

## 『疫（えやみ）〜ナヒヤサマの呪い〜』
2023年7月1日 - 7月29日（土）11:30 - 11:45に放送。全5話。同年8月4日（土）には総集編が放送された。

### あらすじ
沖縄の地に存在すると言われる「ナヒヤサマ」という謎の女性。不動産屋や心霊研究家など、彼女に触れてしまった者たちは次々と恐ろしい呪いに襲われる。

### キャスト
- 金城 - 比嘉恭平[7]（1話 - 2話）
- 當山 - 真栄城美鈴[8]（1話 - 2話）
- 赤嶺 - 大嶺淳[9]（1話 - 3話）
- 社長 - 津波信一[10]（1話）
- 知念 - ナツコ[11]（2話、4 - 5話）
- 仲宗根 - 垣花拓俊[12]（2話、4 - 5話）
- 朝倉宜嗣 - 光徳瞬[13]（2話、4 - 5話）
- 山入端隆史 - 知念臣悟[14]（1話、3話）
- 山入端舞 - 優希[15]（1話 - 3話）
- 知念咲 - 宝眞榮日也美[16]（4話、5話）
- 河上 - 玉代勢圭司[17]（5話）
- 河上紗枝 - 松川りほ[18]（5話）
- 河上柚希 - 與那嶺海美（5話）
- ナヒヤサマ - 崎山一葉[19]

### 放送日程
| 各話  | 放送日        | サブタイトル |
| ----- | ------------- | ------------ |
| 第1話 | 2023年7月01日 | 金城         |
| 第2話 | 7月08日       | 知念         |
| 第3話 | 7月15日       | 山入端       |
| 第4話 | 7月22日       | 仲宗根       |
| 第5話 | 7月29日       | 朝倉         |

## 『続・疫《えやみ》〜侵蝕〜』
2024年7月20日 - 8月10日（土）11:25 - 11:45に放送。全4話。同年8月17日（土）には総集編が放送された。

### あらすじ
前作『疫（えやみ）〜ナヒヤサマの呪い〜』がドラマであったことが明かされる。しかし、そのドラマ制作に関わった人々が次々と呪いに巻き込まれていく。

### キャスト
- 宮城紗来良 - 佐藤さくら（1話、4話）
- 高江洲祐一 - あったゆういち（1話、4話）
- 平良川賢太 - 仲座健太（1話）
- 本人役 - 真栄城美鈴（1話、3 - 4話）
- 本人役 - 垣花拓俊（1話、3 - 4話）
- 豊島和樹 - 蔵元利貴（1話）
- 伊佐文雄 - 西田史生（1話、4話）
- 島袋美智雄 - みっちー（2話 - 4話）
- 城間琉翔 - 津波竜斗（2話、4話）
- 本人役 - ナツコ（2話）
- 本人役 - 比嘉恭平（2話）
- 本人役 - 宝眞榮日也美（2話、4話）
- 本人役 - 崎山一葉（2話、4話）
- 本人役 - 光徳瞬（2話、4話）
- 本人役 - 知念臣悟（2話、4話）
- 本人役（写真） - 優希（2話）
- 知念裕也 - あかし（2話、4話）
- 知念希美（声） - 井上あすか（2話）
- 吉堅早紀 - 沙姫（3話）
- 本人役 - 大嶺淳（3話）
- 本人役 - 川端匠志（3話）[注釈 1]
- 本人役 - 翁長大輔（3 - 4話）
- 高志保健 - 山内和将（3 - 4話）
- 津嘉山竜太 - 小だいらくん（3 - 4話）
- 南波通 - 小橋川飛鳥（4話）

### 放送日程
| 各話  | 放送日        | サブタイトル |
| ----- | ------------- | ------------ |
| 第1話 | 2024年7月20日 | 宮城         |
| 第2話 | 7月27日       | 崎山と知念   |
| 第3話 | 8月03日       | 津嘉山       |
| 第4話 | 8月10日       | 真栄城       |

## 『続・疫《えやみ》〜生贄〜』
2025年7月12日 - 8月9日（土）16:30 - 16:45に放送。全5話。

### あらすじ
疫《えやみ》のドラマ視聴者やお化け屋敷を訪れた人々が、次々と呪いの影響を受け始める。

### キャスト
- 仲里 - 金城大和（2 - 5話）
- カオリ - 棚原里帆（1話、3 - 5話）
- 賀数 - 仲間千尋（1話、3 - 5話）
- 玉那覇悦子 - 照屋由規（2 - 4話）
- パルマコン泉川 - Kジャージ（1話、3 - 5話）
- 佐渡山 - 金城しおり（3 - 5話）
- ミキ - 椎名ユリア（1話、3話 - 4話）
- ケイ - 新垣李珠（1話、4 - 5話）
- 哲雄 - 玉那覇真樹（1話、3話）
- ゆっきー - ゆっきー（キャン×キャン）（1話、5話）
- 玉那覇美緒 - 澪莉（2 - 3話）
- 玉那覇博（声） - 翁長大輔（2話）
- 川端 - 平安信行（4話）
- 茉美 - あずさ（5話）
- 有里子 - 照屋色七（5話）
- 崎山一葉

### 放送日程
| 各話  | 放送日        | サブタイトル |
| ----- | ------------- | ------------ |
| 第1話 | 2025年7月12日 | ケイ         |
| 第2話 | 7月19日       | 玉那覇       |
| 第3話 | 7月26日       | 仲里         |
| 第4話 | 8月02日       | 佐渡山       |
| 第5話 | 8月09日       | カオリ       |